# Güímari piramisok
A güímari piramisok (ejtsd: guimár) a Kanári-szigetekhez tartozó Tenerife keleti partján fekvő Güímar falucskában találhatók.
A régészek számára még mindig rejtélyt jelentenek. A kifejezés 6 négyszögletes alaprajzú lépcsős piramist takar, amelyek nagyon hasonlóak a mexikói maja és azték piramisokhoz.

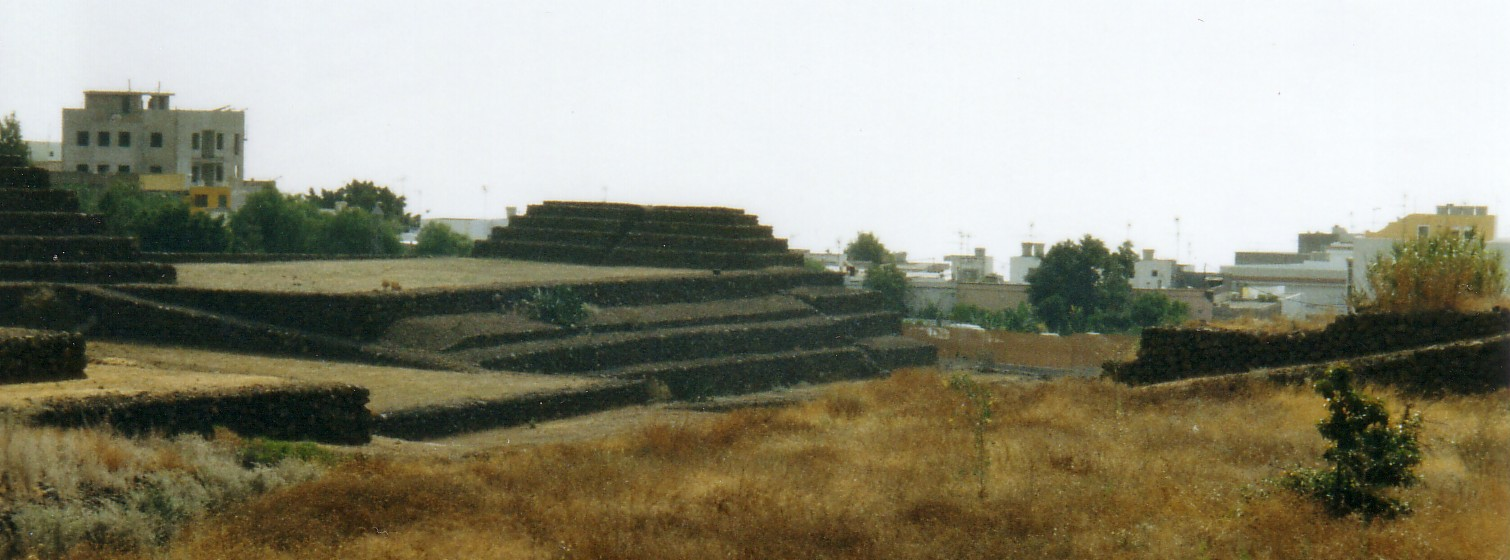
Güímari piramisok

## Kőhalmok vagy piramisok?
Hosszú ideig egyesek azt gondolták, hogy ezek a piramisok az ősi földművesek által készített egyszerű kőrakások, amelyek úgy keletkeztek, hogy a földművelés során talált köveket összehordták a parcellák szélére mezőgazdasági teraszokhoz hasonló struktúrákat létrehozva. Egyébként ez valaha általános gyakorlat volt a Kanári-szigeteken. A helyi lakosok szerint ilyen piramisok korábban a sziget több pontján léteztek, de a legtöbbjüket olcsó építőanyagként felhasználva elhordták. Güimarban 9 piramis volt, de mára csak 6 maradt. Tenerifén máshol is vannak piramisok, mégpedig Santa Barbarában, Santo Domingóban, Garachicóban, Icod de los Viñosban és San Marcosban.

## Igazi piramisok

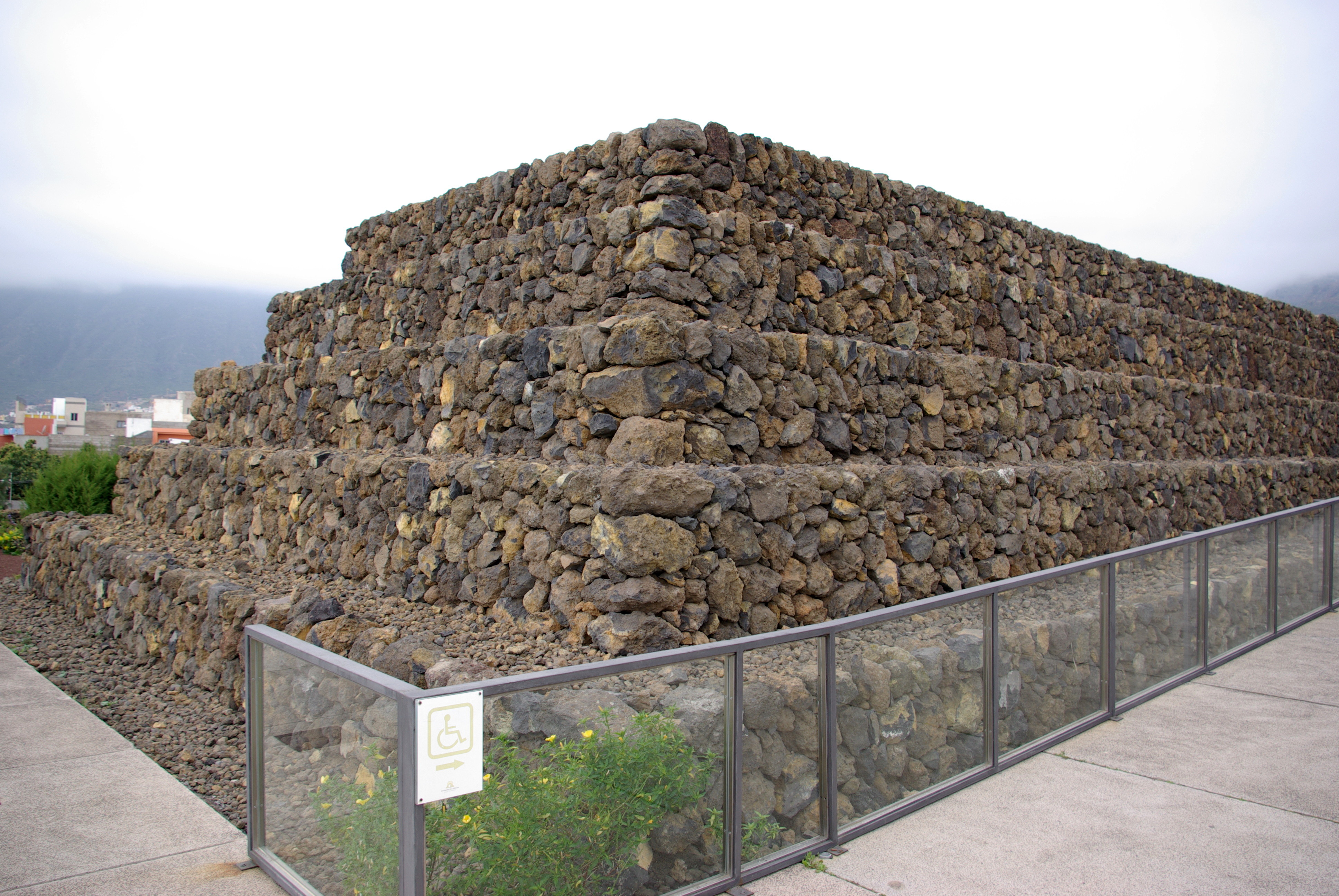
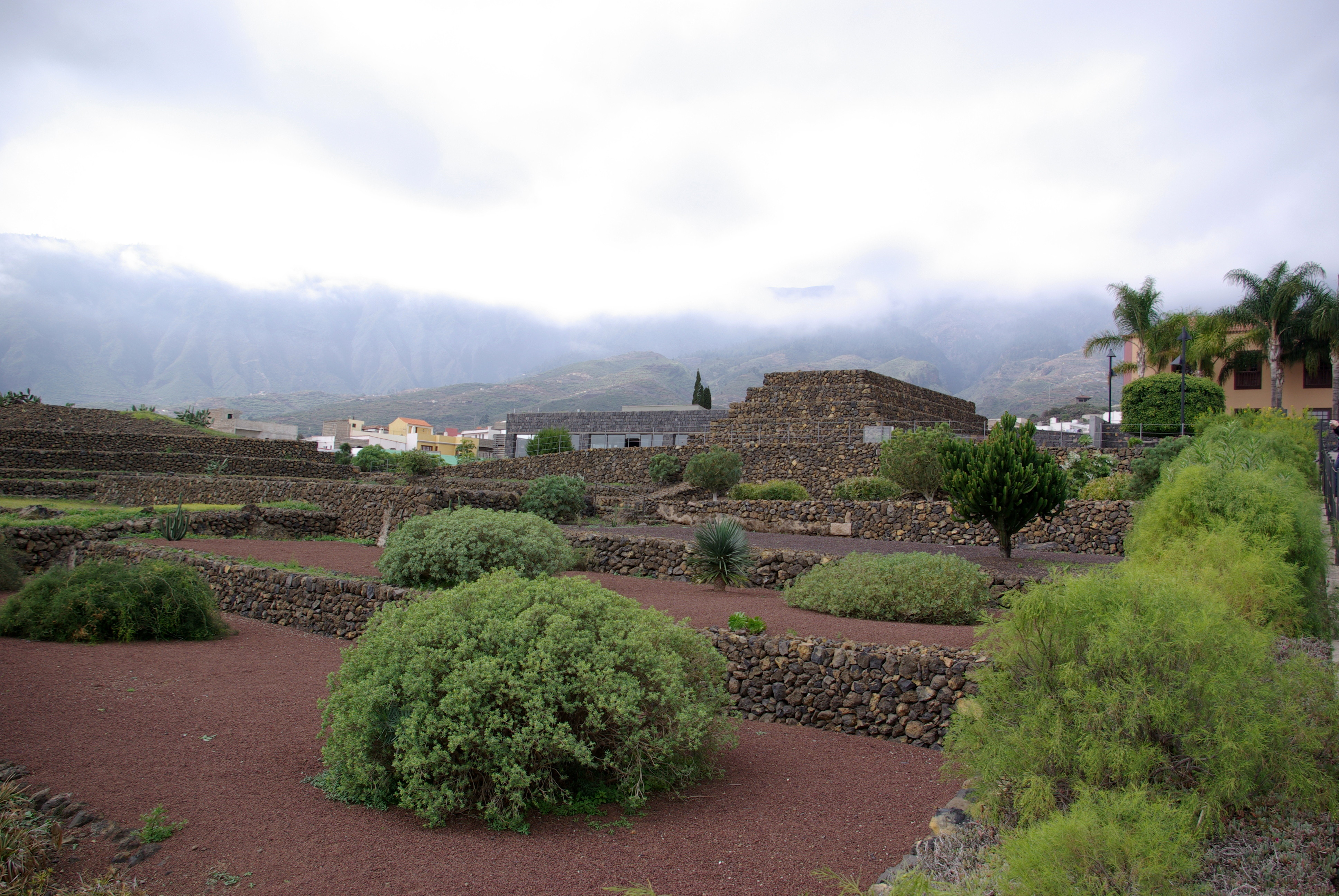
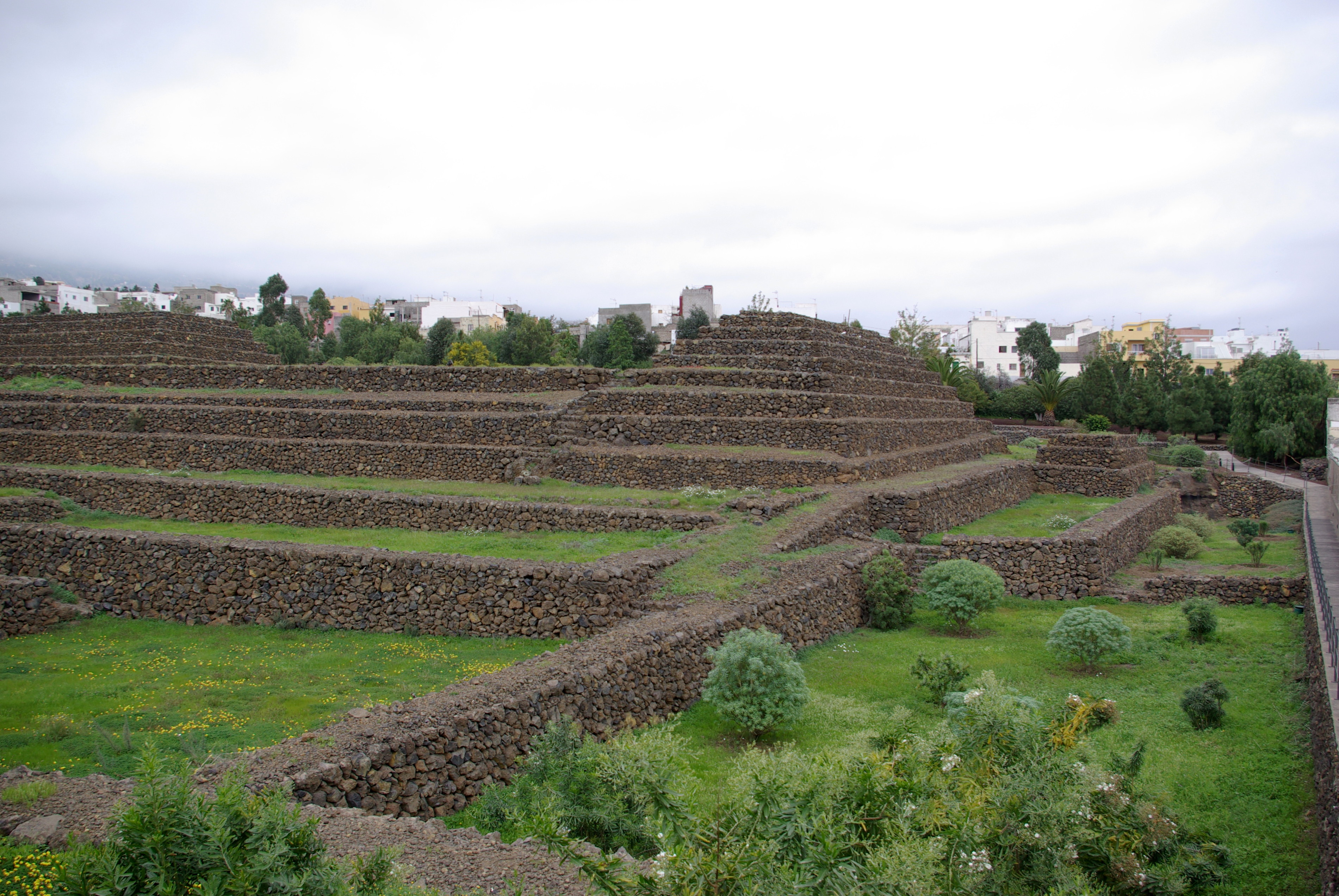
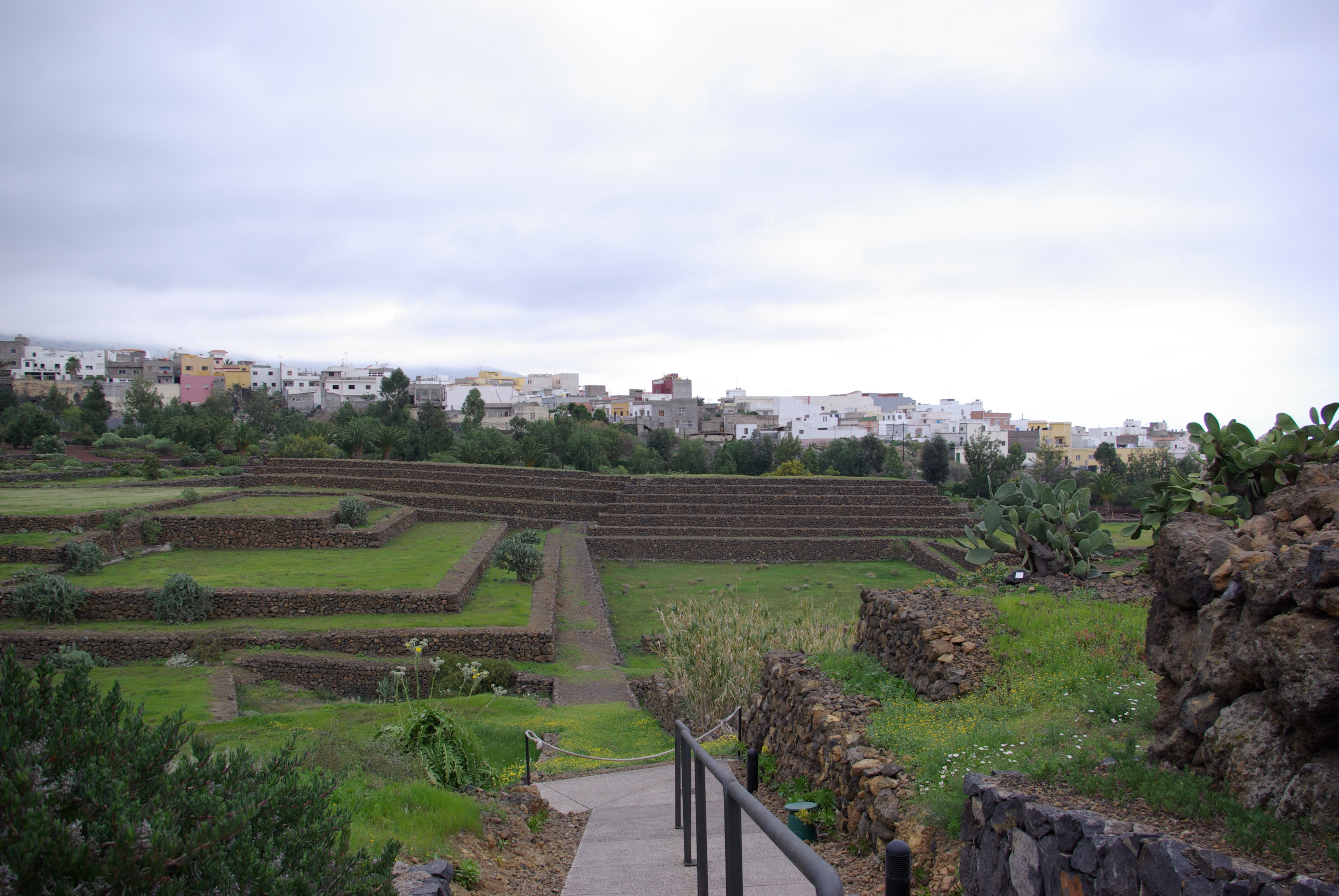
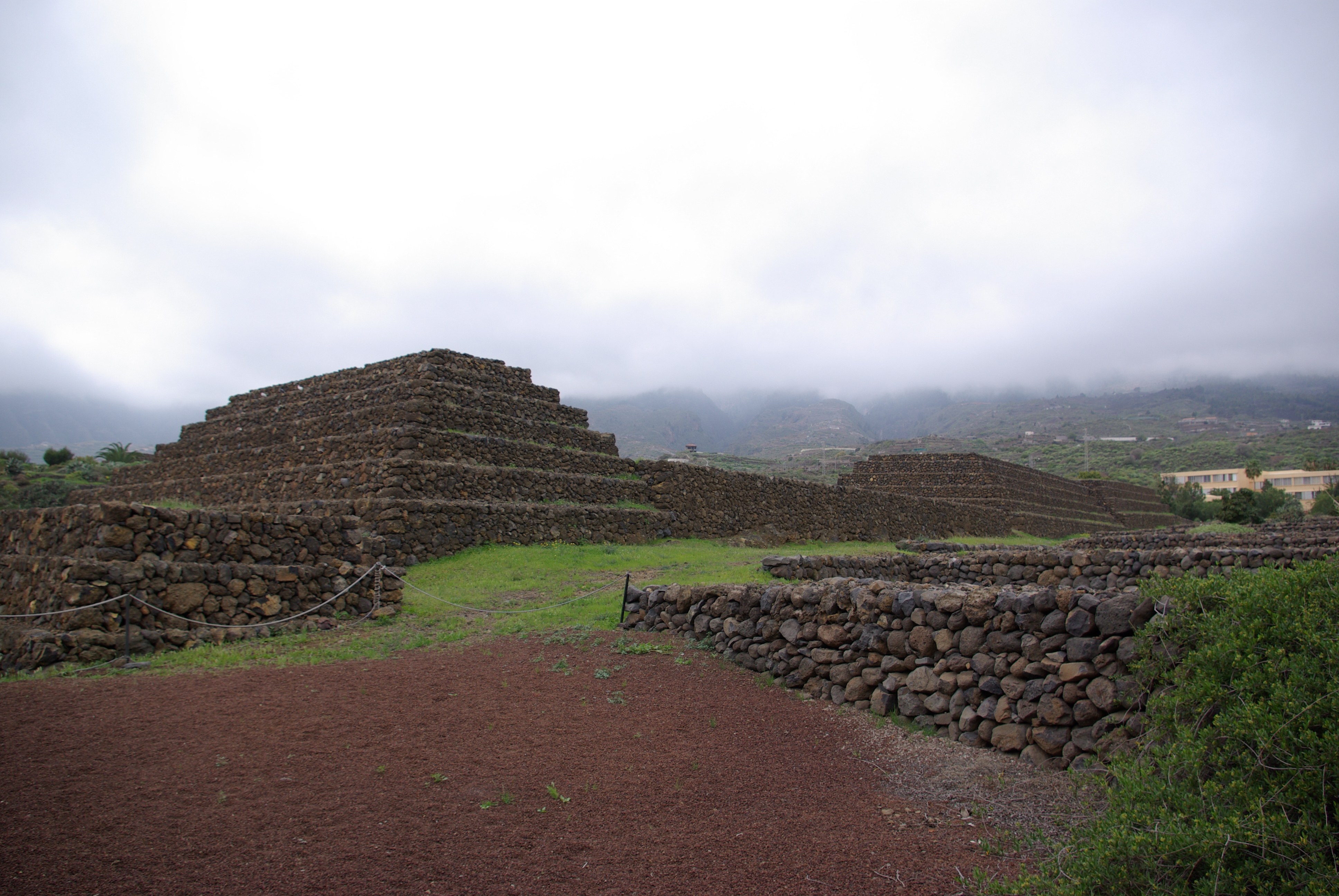

1991-ben Thor Heyerdahl, a híres kutató tanulmányozta a piramisokat és arra a következtetésre jutott, hogy azok nem találomra összehányt kőhalmok. Először is a piramisok sarkainál lévő kövek a megmunkálás egyértelmű nyomait mutatják, illetve a talajt elegyengették a piramisok építése előtt. A nyersanyag vulkanikus kőzet, amely nem a közelből származik. Heyerdahl azt is megfigyelte, hogy a piramisokat csillagászatilag tájolták. A nyári napforduló napján kettős naplementét lehet látni a legnagyobb piramisról: a Nap lebukik egy magas hegycsúcs mögé, áthalad, újra feltűnik és ismét lebukik a következő hegy mögött. A piramisok nyugati oldalán lépcsők vannak, amelyeken a napsugarak a téli napforduló reggelén felkúsznak.
Vizsgálatai dacára Heyerdahl nem tudta megállapítani sem a piramisok korát, sem azt, hogy kik építhették. Köztudott azonban, hogy a guancsok a piramisok alatt egy barlangban éltek. A 15. század végi spanyol hódításig Güímar a 10 tenerifei menszi (király) egyikének rezidenciája volt.
Megjegyzendő, hogy idősebb Plinius egy beszámolója szerint a Kanári-szigetek területe Hanno, a navigátor idejében (Kr. e. 600 körül) lakatlan volt, azonban említést tesz óriási építmények romjairól.
A Kanári-szigetek benépesülésének folyamata ill. az őslakosok eredete továbbra is tisztázatlan. A legközelebbi szárazföldi területről (Dél-Marokkó) a Kanári-szigetekre vezető tengeri út veszélyes az erős áramlatok miatt. Valójában Európa és a Mediterráneum felől könnyebb megközelíteni.
Heyerdahl kialakított egy elméletet, miszerint a Kanári-szigetek Amerika és a Mediterráneum között ősi hajózási bázisként szolgált. A két terület közötti legrövidebb út a Kanári-szigetek mellett vezet el, így Kolumbusz is útba ejtette. Az 1970-es évek elején Heyerdahl bemutatta, hogy az Észak-Afrika és a Karib-térség közötti hajózás lehetséges az ősi eszközök segítségével, és Marokkóból Barbadosra hajózott egy papíruszhajóval, a Ra II-vel.
1998-ban néprajzi park néven megnyitották a 65 000 m²-es güímari piramisterületet a nagyközönség előtt. Heyerdahlt a Tenerifén élő norvég hajótulajdonos, Fred Olsen támogatta. Egy információs központot hoztak létre, amely Heyerdahl expedícióit és a piramisokkal kapcsolatos elméleteit ismerteti meg a látogatókkal. Két pavilonban látható kiállítás Heyerdahlról és hajómodelljeiről, amelyek között van egy eredeti méretben készült RA II reprodukciója.

## Külső hivatkozások
- A piramispark hivatalos honlapja (angol/német/spanyol)
- blather.net (angol)